# Ryan Fredericks
Ryan Marlowe Fredericks (Potters Bar, 10 ottobre 1992) è un ex calciatore inglese, di ruolo difensore.